# STAND BACK
STAND BACK (スタンドバック)は、サクラダユウトを中心に2016年4月に結成された日本のロックバンド。

## メンバー
- サクラダユウト（1998年9月17日 - ）  結成当初からボーカル、ベースを担当。東京都墨田区出身。楽曲の作詞作曲を担当してる。  ボーカルを始めたきっかけは「当時ボーカルが見付からなかった為始めた。」(本人談[1])

## 概要
- 2016年、当時高校生だったサクラダが友人達に声をかけて結成する。
- 2018年4月、まもなくして出会ったレコーディングエンジニアの自宅で、当時のメンバーとともに自らのレコーディングスタジオ『OuchiStudio』を創設する。  そして5月4日、同レコーディングスタジオで初となる音源、1st DEMO『STAND UP!』を発表する。ライブハウス限定で1000枚配布開始した。(配布終了、再生産予定なし[2]。現在ではYouTube[3]にて視聴可能。)  その後、毎月10本ほどのライブを行いながら7,8,9月には自主企画『STANDING OVATION』を開催する。その中で7月16日には、『Travel』から表題曲『Travel』をYouTube[4]にて公開、そして9月17日にはキャリア初となる1st E.P. 『Travel』を発表する。
- 2019年2月、数々のメンバーチェンジを経て現在のメンバーに至る。  その後同月に、『Love song[5]』『answer[6]』を続けてYouTubeで公開する。

### 音楽性
2000年代の邦楽のパンク・ロックを彷彿とさせ、近年のロックシーンの要素も多く取り入れられたサウンドが特徴。
楽曲制作の際は基本的にサクラダが練り上げてくることが多い。

## 作品

### CD
1. STAND UP!（2018年5月4日）
2. Travel（2018年9月17日）

### MV
1. Travel -short ver.-（2018年7月16日）
2. Love song -studio edit.-（2018年2月22日）
3. answer（2018年2月24日）

### 配信
1. 1st E.P. "Travel"（2018年11月15日）  各種ストリーミングサービスなど[7]にて全曲配信。

### 未音源化作品
1. Love song（2018年2月22日）  YouTubeでのみ配信。